# U17-VM i beachvolley
U17-VM i beachvolley var en tävling i beachvolley för max 17 år gamla damer och herrar. Tävlingen organiserades av Fédération Internationale de Volleyball (FIVB) och hölls enbart en gång.

## Resultat per år

### Damer
| År                   | Värd     | Guld                                        | Silver                                  | Brons                                       | Fyra                                      |
| 2014 mer information | Acapulco | Morgan Martin (USA) · Kathryn Plummer (USA) | Joy Dennis (USA) · Haley Hallgren (USA) | Linda Gramberga (LAT) · Tīna Graudiņa (LAT) | Duygu Nur Dogan (TUR) · Pelin Ilgin (TUR) |

### Herrar
| År                   | Värd     | Guld                                       | Silver                                       | Brons                                       | Fyra                                     |
| 2014 mer information | Acapulco | Florian Breer (SUI) · Yves Haussener (SUI) | Alejandro Huerta (ESP) · Óscar Jiménez (ESP) | Marc Darrieux (FRA) · Timothée Platre (FRA) | Sharone Evans (CAN) · Parvir Jhajj (CAN) |